# Медно
Медно (словен. Medno) — поселення в общині Любляна, Осреднєсловенський регіон, Словенія. Висота над рівнем моря: 314,8 м.